# Blackburnia insignis
Blackburnia insignis är en skalbaggsart. Blackburnia insignis ingår i släktet Blackburnia och familjen jordlöpare.

## Underarter
Arten delas in i följande underarter:
- B. i. insignis
- B. i. kaalensis